# Txaghaniyan
Txaghaniyan (àrab Saghaniyan) és una regió històrica de l'Àsia central a l'Uzbekistan, format per la vall del riu Txaghan (Čaghan Rud), darrer afluent septentrional de l'Amudarià, al nord de la ciutat de Termez (que no en feu pas part). La regió començava a Faydabad al límit amb el districte de Khuttalan, entre els rius Pandj i Wakhsh; la regió sud-occidental, de nom Kabadiyan o Kuwadiyan, fou generalment considerada un districte separat i avui dia forma part del Tadjikistan. El clima és agradable, i el sòl fèrtil.
La capital fou la vila del mateix nom. L'orientalista alemany Josef Markwart (o Josef Marquart, 1864-1930) suggerí que el nom deriva del mongol "tsaghan" (blanc) però això sembla un error i té pocs defensors. La vila estava situada a un lateral d'una vessant on hi havia un rierol, i la població era pobre; la superfície de la vila era força gran, però tot i ocupar molt d'espai tenia menys importància que Tirmidh, que n'ocupava menys.

## Història
Fou un principat heftalita del qual hi ha notícies del segle V al VI, predominant la religió budista. La població heftalita va donar origen als kumedji, i Čaghaniyan marcava la seva frontera encara al segle x. Els prínceps locals durant el període sassànida portaven el títol de Čaghan-Khudat. El príncep va donar suport al rei sassànida Isdigerdes III contra els àrabs (651). Al-Baladhurí esmenta tropes de Čaghaniyan a Bàssora el 678, però no queda clar si eren aliats o presoners. El 705 el Čaghan-Khudat es va sotmetre al general conqueridor de la Transoxiana, Qutayba ibn Múslim
Vers 737 a 739 tropes reclutades al país van combatre al servei del califat contra els Turcs Occidentals i els seus aliats. Entre 806 i 810 el país va donar suport a la revolta de Rafí ibn al-Layth al Khurasan contra els abbàssides. El 934 la regió fou el centre d'activitat d'un fals profeta esmentat com Mahdi, que no se sap si era el seu nom o el seu títol. El 948 un príncep local, Abu Ali, que governava també a Tirmidh, i als districtes de Shuman i Kharun, fou destituït del seu govern, retirant-se al Čaghaniyan, i es va fer fort a la capital que portava el mateix nom. Fou restablert com a governador samànida del Khurasan el 952, i va deixar el govern del Čaghaniyan al seu fill, però el 954 fou deposat altre cop i va morir el 955 sent enterrat al seu territori ancestral. Al final del segle X van començar enfrontaments entre els prínceps locals i els pretendents fins que el 999 es va establir la sobirania dels karakhànides.
El 1025 el territori fou conquerit per Mahmud de Gazni que el 1035 la va defensar amb èxit del contraatac karakhànida. Finalment el 1059 va caure en mans dels seljúcides. Una revolta nacional local el 1064 fou aplanada. El 1165 apareixen de nou els karakhànides en el poder, però com a vassalls dels kara-khitai; el 1174/1175 va caure en mans dels gúrides. que la van conservar fins a la conquesta mongola, no documentada. Al segle xiii va desaparèixer de les cròniques musulmanes. Fou part del kanat de Txagatai; el kan Barak de Transoxiana (Txagatai) la va erigir en el centre del seu domini (1264-1271).
Després va entrar en decadència; en temps de Tamerlà s'esmenta una vila de nom Dih-i-naw (moderna Denaw) que estava situada al lloc de l'antiga vila de Čaghaniyan.